# Chicago Woman's Club
El Chicago Woman's Club va ser el primer club de dones de Chicago, fundat l'any 1876 per set dones de classe mitjana nascudes a la ciutat de Chicago. La creadora d'aquest grup va ser Caroline Brown la qual va proposar a 7 amigues de crear aquest club per socialitzar i crear vincles a la ciutat, però finalment van aconseguir un club amb una visió de millora social i personal a la Ciutat.

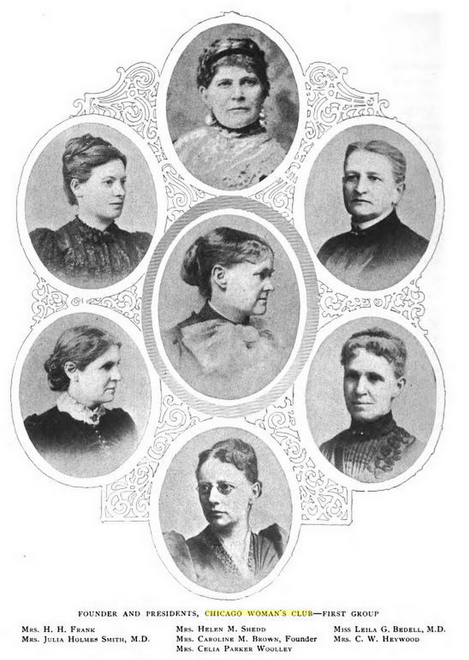
Fundadora i presidentes del Chicago Woman’s club.

El Chicago Woman's club va ser important, ja que va proporcionar una llista de serveis i projectes com oportunitats educatives, col·laborar en la creació del primer tribunal de menors dels Estats Units o organitzar xerrades de dones.

## Història
Va ser un club femení de Chicago creat el 17 de maig del 1878 el qual estava liderat per 7 dones blanques benestants amb estudis nascudes als Estats Units. La creació del club va ser arran de voler fer una millora en l'àmbit social i personal de la ciutat. El 1877, Chicago Woman's Club va escriure al Woman's Journal i tenia aproximadament 30 membres inscrites les quals moltes d'elles participaven activament en la reforma social i en els cercles literaris i filantròpics. A finals del 1880, el Club va començar a desenvolupar-se i dirigir-se en l'àmbit de la reforma de la construcció estatal, sobretot en la millora de les instal·lacions i serveis de l'estat per nens orfes i presoners, alhora també van participar en la legislació per l'educació obligatòria i en contra del treball infantil.
El primer local al qual van estar quan van començar va ser La casa Brown. Es van moure a molts diferents edificis de la ciutat com la Palmer House, al Grand Pacífic, l'edifici Potter... Finalment l'any 1929 el club va traslladar-se a un nou edifici a l'avinguda Michigan al qual tenia un total de 6 pisos. Actualment, aquest edifici forma part del Columbia College.

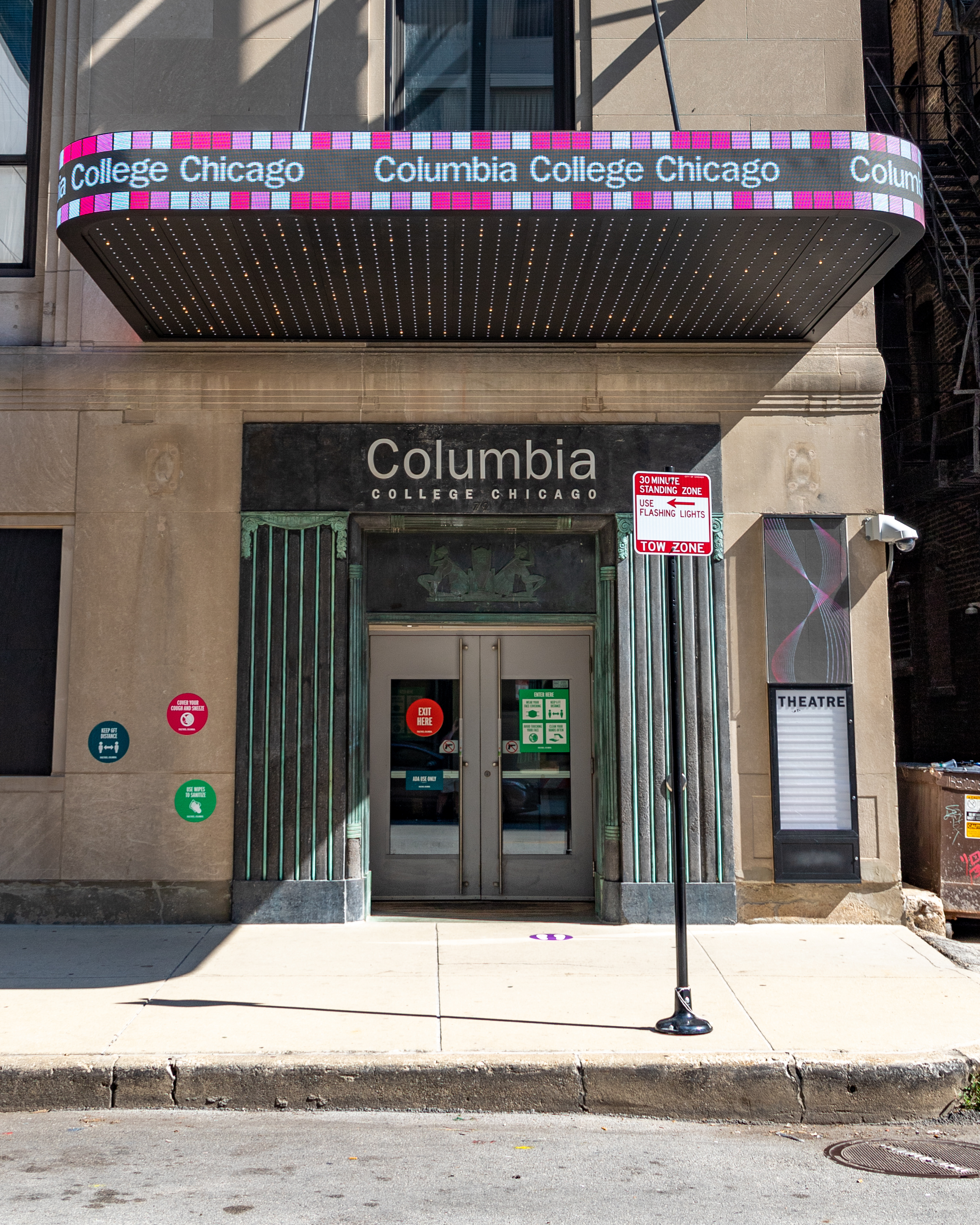
Edifici Columbia College.

Les xifres de membres del club van anar augmentant exponencialment, el grup va passar dels 30 a 60 membres el 1881, va anar augmentant als 600 membres el 1894, el 1896 va arribar als 730, va gran el canvi del 1901 a 900 membres, augmentant als 1.000 al 1906 i finalment al 1921 van aconseguir 1.200 membres al club.
Cada any, el club creava un anuari que explicava les activitats que s'havien fet al club l'any anterior. El lema del club era "Humani nihil a me alienum puto" que traduït al català és "Sóc home, res del que és humà no m'és indiferent". El 25 de maig del 1892 el club va escollir els colors oficials com a blanc i daurat d'ivori .
L'any 1876 van començar a acceptar les primeres dones jueves dins del club, van ser les cosines Henriette i Hanna Salomón, i alhora la primera membre afroamericana, Fannie Barrier Williams, la qual va haver de passar per un procés d'aprovació difícil i llarg que va provocar desacord i divisió al club. Finalment, el 1895 el club va decidir no excloure ningú del club per raça o religió. Això va provocar que l'any 1894 un grup de membres afroamericanes van crear un club per a dones afroamericanes mitjançant el Chicago Woman's Club.
El Chicago Woman's Club va treballar i aliar amb altres clubs de dones blanques d'elit a través de la League of Cook Country Clubs, com el famós club Hull House i altres clubs femenins de la ciutat que van treballar junts per recaptar fons per a construir parcs infantils i escoles de vacances. Aquesta aliança entre clubs femenins va aconseguir la creació d'associacions destinades a la millora del sanejament dels carrers, retirada d'escombraries i condicions escolars de la ciutat.
Les accions i raons dels clubs femenins eren força diferents dels clubs masculins, per exemple, el Club Woman's City Club el seu major interès i projectes eren sobre l'educació professional al voltant del benestar infantil, mentre que el club masculí City Club, estava més interessat pels interessos empresarials.
L'any 1901, el Chicago Woman's Club va passar per un mal moment, ja que es va enviar una carta anònima en la qual s'acusava directament a la membre, Robert Farson de "deshonestedat financera". Farson i altres acusats van demanar l'inici d'una investigació. Van fer una anàlisi d'escriptura i aquest va indicar que la persona que havia tramès la carta era "núm. 75". El comitè de descobriment i investigació va descobrir que l'escriptora de cartes era Alice Bradford Wiles, que va negar l'acusació i va amenaçar amb denunciar al club per "calúmnia, danys i perjudicis". Tot i així, el club no va tancar.

## Membres principals
Moltes de les membres del club eren dones notables amb estudis, com Sara Hackett Stevenson una metgessa que va ser presidenta del club del 1892 al 1894. Després d'ella va ser escollida l'Ada Celeste Sweet. La novel·lista i predictora, Celia Parker Woolley, o la reformadora Lucy Flower, Lydia Avery Coonley i Julia Holmes Smith també van ser presidentes del Chicago Woman's Club.

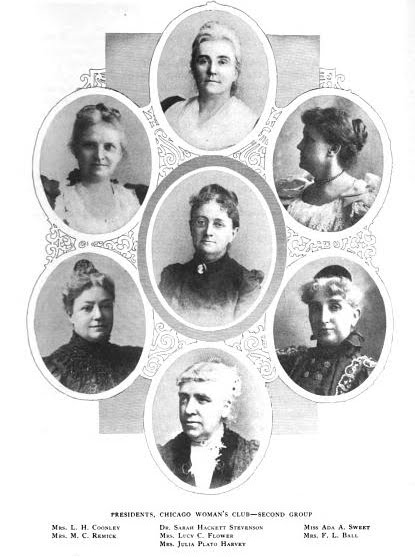
Presidentes del Chicago Woman’s Club

Llista membres principals club:
- Caroline M. Brown (la fundadora)

- Jane Addams
- Anna Blount
- Louise DeKoven Bowen
- Myra Bradwell
- Lydia Avery Coonley
- Lucy Flower
- Ellen Martin Henrotin
- Julia Lathrop
- Catharine Waugh McCulloch
- Mary McDowell
- Bertha Palmer
- Elia Peattie
- Julia Holmes Smith
- Hanna G. Solomon
- Sara Hackett Stevenson
- Ada Celeste Sweet
- Alice Bradford Wiles
- Frances Willard
- Fannie Barrier Williams
- Celia Parker Woolley
- Rachelle Yarros
- H. H. Frank
- Helen M. Shedd
- Leila G. Bedell M.D
- C.W. Heywood

## Educació

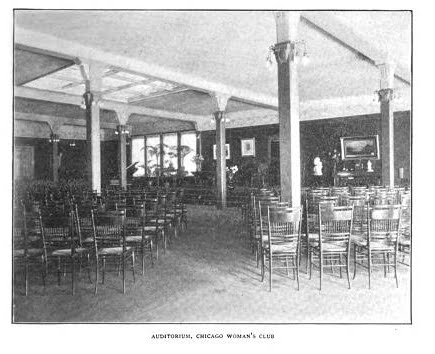
Auditori Chicago Woman’s club.

L'educació que donava el Chicago Woman's Club, en aquell moment era de les poques maneres en què les dones podien seguir la seva formació postgraduada. El tipus d’estudi que el club seguia era sovint tan exigent com un pla d’estudis de les Universitats. El club es va repartir en 6 comitès principals: reforma, filantropia, llar, educació, art i literatura i, per acabar, filosofia i ciències. Cada membre del club formava part i participava en almenys un comitè.
A més a més, el club va crear i participar en molts projectes per la reforma i millora de l'educació. Per exemple, defensar l'escola per als nens interns de les presons, o demanar a l'alcalde Roche que denominés a dones a llocs de vacants a la Junta d'Educació de Chicago. Més tard el club va nomenar cinc dones al consell escolar del 1890. Més reformes educatives van ser, netejar una escola des de les golfes fins al soterrani l'any 1898 com a exemple de com hauria de ser la neteja i higiene dels edificis escolars. Lucy Flower, membre del club, va pressionar perquè la llei d'educació obligatòria fos aplicada a Illinois, i ho va aconseguir amb èxit.
El 1889, el club va "adoptar" la Norwood Park School, la qual Chicago Woman’s Club, els van donar fons. L'escola era un orfenat de més de 300 nens sense casa ni educació, on allà els proporcionaven educació i llar.
L'any 1885, el club va començar la creació d'una escola de formació per a treballadors domèstics, van treballar en aquest projecte desenvolupant beques, oferint habitatge pels estudiants i creant una agència d'ocupació.
Al voltant del 1900 van lluitar perquè els nois aprenguessin cuina i altres ciències domèstiques a les escoles públiques.
I va ser l'any 1898 quan el club va iniciar la creació d'un centre d'informació per a estudiants, el qual oferia recursos i informació sobre estudis per 50 centaus de dòlar per consulta. A més a més també guardaven registres sobre quins temes eren les preguntes i consultes que feien per així preparar-se o buscar especialistes.
El Chicago Woman's club també participar, conjuntament amb la Rose Has Alschuler i Charlotte Kuh, en la creació de la primera escola bressol pública dels Estats Units, que va estar afiliada al Chicago Board of Education. El club també va ser pioner en proporcionar fons per un jardí d'infants a les escoles públiques. Alhora, l'any 1905, el club va crear una beca per l'escola John H. Hamline que contribuiria en fons per a clubs de pares i nens de l'escola.A més a més, el club, més enllà de l'escola pública, també va donar suport a l'educació per a invidents, i el 1906, molts membres del club van començar a ensenyar i fer classes a persones amb discapacitat visual des de casa seva, ensenyaven llenguatge braille, taquigrafia, mecanografia i teixit. La feina va créixer tant, que van necessitar fons addicionals, arran d'això es va plantejar una proposta de llei per proporcionar-la als professors.

## Drets Laborals
A part de col·laborar i treballar en l'educació, el Chicago Woman's Club també va intervenir i aportar als drets laborals i dels treballadors, així com, durant l'Exposició Mundial de Colòmbia, el club va instar a les persones que se n'encarregaven de l'esdeveniment estigués oberta els diumenges per tal que la classe treballadora tingués l'oportunitat de visitar-la.
A més a més, també van donar suport a conferències com "Women in Modern Industrialism" que donaven veu a dones per informar sobre la seva situació o d'altres dones en diferents professions. Catherine Waugh McCulloch va parlar constructivament a la conferència "Women in Modern Industrialism" sobre el tema de si les dones casades haurien de participar en negocis.
L'any 1894, el club va col·laborar a aconseguir 200 llocs de treball per dones i nenes, i uns anys més tard va fundar l'associació d'emergències de dones, que gràcies a ella va ajudar a trobar llocs de feina aproximadament 1.500 persones. Aquesta associació va ser reconeguda per The Daily Republican, ja que va "influir en les lleis per millorar les condicions que envolten les dones i els nens treballadors d'Illinois". El Chicago Woman's Club també va desenvolupar una Oficina d'Ocupació.
El club també va treballar amb el sindicat femení i va contribuir a boicotejar les fàbriques on les condicions de les treballadores eren precàries. El club va votar per enviar representants a declarar en nom dels funcionaris que estaven treballant en excés en diverses empreses i defensar mitges vacances per elles. L'any 1912, el club va desenvolupar un comitè per investigar les condicions laborals de les treballadores del sector industrial, tenien com a objectiu crear un salari mínim per a les dones treballadores.

## Drets de les dones i menors
El Chicago Woman’s club també va treballar en els àmbits de drets de les dones i menors d’edat, així que va ser l'encarregat de la creació de la primera agència de protecció als Estats Units que tractava d’agressions i violacions a dones.
Més tard, el club va participar tant en el moviment de sufragi femení com en la promoció de control de natalitat.
Les membres del club es van trobar amb nens de cases pobres i presons, van veure en ells un futur pobre o de delinqüència, per això el club va intervenir en el procés i va començar a col·locar els nens en cases segures i confortables amb l'esperança d'orientar els joves en camins i vides productives. Mary Plummer, membre del comitè de reformes afirmava que "és el desig seriós i gran part del treball d'aquest comitè alleujar la casa pobra de tots els nens, que es pot col·locar preferentment a les llars o, si no n'hi ha, en institucions adequades".
Julia Lathrop, Jane Addams, Lucy Flower i altres membres del club van ser tan influents que van iniciar la llei de menors juvenils d'Illinois l'any 1899, i això va dur a terme a crear el primer tribunal de menors dels Estats Units.